# Myriotrema fluorescens
Myriotrema fluorescens är en lavart som beskrevs av Hale 1981. Myriotrema fluorescens ingår i släktet Myriotrema och familjen Thelotremataceae.   Inga underarter finns listade i Catalogue of Life.